# Marengo (Ohio)
Marengo – wieś w Stanach Zjednoczonych, w stanie Ohio, w hrabstwie Morrow.